# Корона святого Эдуарда

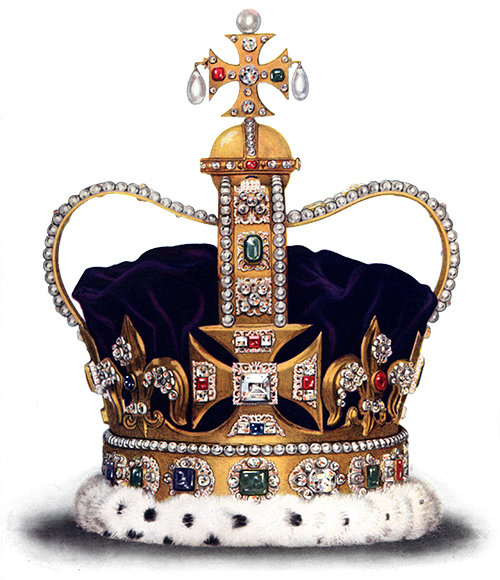
Корона св. Эдуарда

Корона св. Эдуарда — корона, используемая при коронации нового монарха Великобритании. Была создана в 1661 году для коронации короля Карла II. Как предполагают, для её изготовления использовали золото из венца святого Эдуарда Исповедника, английского монарха, который правил в XI веке.
Корона святого Эдуарда относится к так называемым Драгоценностям Короны — королевским регалиям и ювелирным украшениям, принадлежащим не лично монарху, а государству в юридическом лице Короны.
Форма короны традиционна для королевских регалий Англии: венец, состоящий из чередующихся четырёх крестов и четырёх геральдических лилий, выше крестов идут четыре полудуги, венчает которые шар с крестом. В центре — бархатная шапка с горностаевой опушкой. Корона изготовлена из твердого золота и украшена 444 драгоценными камнями. Первоначально камни устанавливались только для процедуры коронации, после чего корона демонтировалась, и оставался остов. Однако в 1911 году драгоценные камни были установлены постоянно.
Вес короны велик — 4 фунта 12 унций (2,155 кг). Из-за этого королева Виктория и Эдуард VII отказались быть коронованными короной св. Эдуарда и короновались более лёгкой короной Британской империи.
6 мая 2023 года короной был коронован Карл III.

Изображение короны в английской геральдике

## В геральдике
Корона Святого Эдуарда широко используется в геральдике Соединённого Королевства, будучи изображённой на множестве эмблем и знаков различия. Поскольку Соединённое Королевство является конституционной монархией, корона также символизирует «суверенитет (или власть) монарха». Её можно увидеть, например, на гербе Великобритании, знаках (бейджах) Британской армии, Королевской морской пехоты Великобритании, Королевских военно-воздушных сил Великобритании, Управления по налоговым и таможенным сборам Великобритании, а также на логотипе Королевской почты.